# Christi Matri
 (août 2025).
Si vous disposez d'ouvrages ou d'articles de référence ou si vous connaissez des sites web de qualité traitant du thème abordé ici, merci de compléter l'article en donnant les références utiles à sa vérifiabilité et en les liant à la section « Notes et références ».
Christi Matri est une encyclique du pape Paul VI, publiée le 15 septembre 1966 pour encourager les fidèles à prier pour la paix au moyen des dévotions spéciales habituelles pendant le mois d'octobre, traditionnellement dédié à la Très Sainte Vierge Marie,.